# James Gandolfini

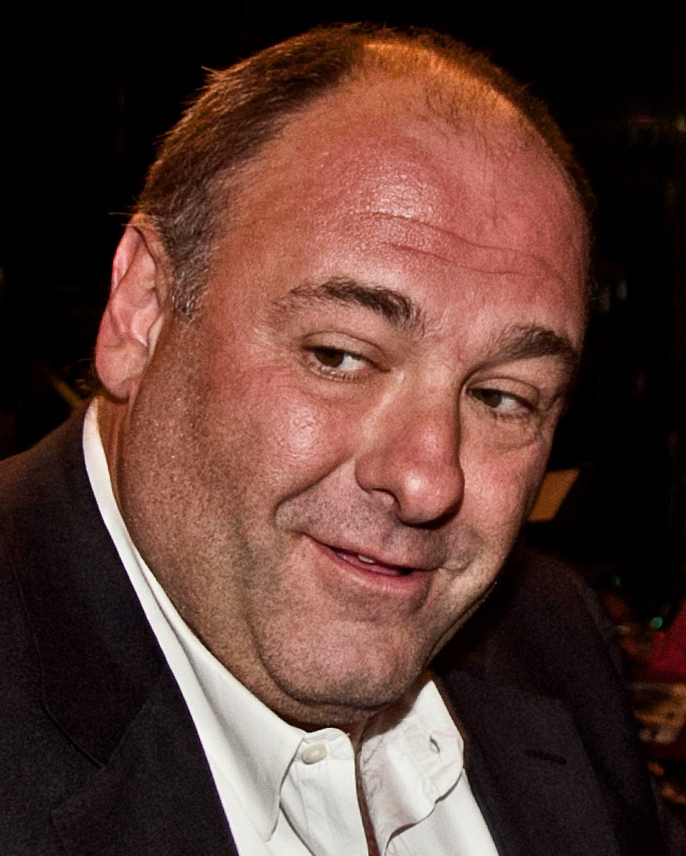
James Gandolfini 2011 auf dem Toronto International Film Festival

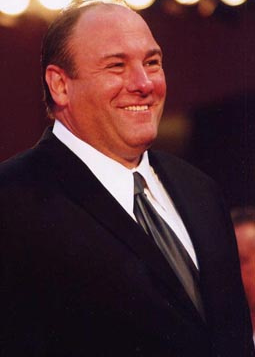
Gandolfini im Jahr 2007

James Joseph Gandolfini Jr. (* 18. September 1961 in Westwood, New Jersey; † 19. Juni 2013 in Rom, Italien) war ein US-amerikanischer Schauspieler italienischer Abstammung, der durch die Hauptrolle in der Serie Die Sopranos weltweit bekannt wurde.

## Leben
Gandolfini wurde 1961 als Sohn der italienischen Einwanderer Santa und James Gandolfini Sen. in Westwood, New Jersey, geboren.
Er wuchs in Park Ridge, New Jersey, auf und besuchte bis 1979 die dortige High School. An der Rutgers University machte er den Bachelor of Arts in Kommunikation. Vor seiner Arbeit als Schauspieler arbeitete er als Barkeeper und Clubmanager. Er begann seine Karriere am New Yorker Broadway mit dem Theaterstück A Streetcar Named Desire von Tennessee Williams, in dem auch Alec Baldwin mitspielte. Danach spielte er häufig zwielichtige, gewalttätige Charaktere. Tony Scott gab Gandolfini 1993 die Nebenrolle eines sadistischen Mafiakillers in True Romance. 1995 und 1996 spielte er in Schnappt Shorty und Nicht schuldig an der Seite namhafter Kollegen erneut Mafia-Enforcer. Für seine Leistung in Nicht schuldig lobte ihn der Kritiker Roger Ebert.
Mit der Fernsehserie Die Sopranos, in der er als Familienoberhaupt einer Mafia-Familie die Hauptrolle spielte, gelang ihm der Durchbruch. Er bekam als Hauptdarsteller gegen Ende pro Episode 1.000.000 US-Dollar und gewann etliche Fernsehpreise.

### Privatleben
Gandolfini und seine erste Frau waren von 1999 bis Dezember 2002 verheiratet. 1999 wurde ihr gemeinsamer Sohn Michael Gandolfini geboren.
Am 30. August 2008 heiratete er das ehemalige Model Deborah Lin in ihrem Heimatstaat Hawaii. Am 10. Oktober 2012 wurde ihre gemeinsame Tochter in Los Angeles geboren.

### Tod
Gandolfini starb am 19. Juni 2013 im Alter von 51 Jahren während eines Kurzurlaubs in Rom. Er hatte geplant, am 22. Juni 2013 nach Sizilien zu reisen, um dort eine Auszeichnung beim Taormina Film Fest entgegenzunehmen. Nach einer Sightseeingtour bei sehr starker Hitze fand ihn sein 14-jähriger Sohn um ca. 22:00 Uhr Ortszeit bewusstlos im Badezimmer. Er informierte die Hotelrezeption, die einen Rettungswagen rief. Gandolfini, der um 22:40 Uhr Ortszeit im Krankenhaus angekommen war, wurde um 23:00 Uhr für tot erklärt. Eine Autopsie bestätigte, dass er an einem Herzinfarkt starb. Die Trauerfeier fand am 27. Juni in New York statt. Sein Leichnam wurde eingeäschert.

## Filmografie (Auswahl)

### Als Schauspieler
- 1987: Shock! Shock! Shock!
- 1992: Sanfte Augen lügen nicht (A Stranger Among Us)
- 1993: True Romance
- 1993: Escort Service – Lieferung frei Haus (Italian Movie)
- 1993: Das Millionen-Ding (Money for Nothing)
- 1994: Angie – Eine Frau wie ein Orkan (Angie)
- 1994: Tödliche Geschwindigkeit (Terminal Velocity)
- 1995: Crimson Tide – In tiefster Gefahr (Crimson Tide)
- 1995: Le Nouveau monde
- 1995: Schnappt Shorty (Get Shorty)
- 1996: Nicht schuldig (The Juror)
- 1997: Gun
- 1997: Alles aus Liebe (She’s So Lovely)
- 1997: Nacht über Manhattan (Night Falls on Manhattan)
- 1997: Die 12 Geschworenen (12 Angry Men)
- 1997: Perdita Durango
- 1998: The Mighty – Gemeinsam sind sie stark (The Mighty)
- 1998: Zivilprozess (A Civil Action)
- 1998: Dämon – Trau keiner Seele (Fallen)
- 1999: 8mm – Acht Millimeter (8MM)
- 1999–2007: Die Sopranos (The Sopranos, Fernsehserie, 86 Folgen)
- 2001: Die letzte Festung (The Last Castle)
- 2001: The Mexican
- 2001: The Man Who Wasn’t There
- 2004: Wie überleben wir Weihnachten? (Surviving Christmas)
- 2004: Stories of Lost Souls
- 2005: Romance & Cigarettes
- 2006: Lonely Hearts Killers (Lonely Hearts)
- 2006: Das Spiel der Macht (All the King’s Men)
- 2006: Club Soda
- 2009: Die Entführung der U-Bahn Pelham 123 (The Taking of Pelham 123)
- 2009: Kabinett außer Kontrolle (In The Loop)
- 2009: Wo die wilden Kerle wohnen (Where the Wild Things Are, Stimme)
- 2010: Willkommen bei den Rileys (Welcome to the Rileys)
- 2011: Down the Shore – Dunkle Geheimnisse (Down the Shore)
- 2011: Violet & Daisy
- 2012: Not Fade Away
- 2012: Killing Them Softly
- 2012: Zero Dark Thirty
- 2013: Der unglaubliche Burt Wonderstone (The Incredible Burt Wonderstone)
- 2013: Nicky Deuce (Fernsehfilm)
- 2013: Genug gesagt (Enough Said)
- 2014: The Drop – Bargeld (The Drop)

### Als Produzent
- 2008: Alive Day Memories: Home from Iraq (Dokumentarfilm)
- 2010: Wartorn: 1861–2010 (Dokumentarfilm)
- 2012: Hemingway & Gellhorn (Fernsehfilm)
- 2016: The Night Of – Die Wahrheit einer Nacht (Miniserie)

## Auszeichnungen

### Für diverse Rollen
- L.A. Outfest Award als bester Nebendarsteller für The Mexican
- Chlotrudis Award als bestes Ensemble für Kabinett außer Kontrolle

#### Nominierungen
- - Washington D.C. Area Film Critics Association Award für das beste Ensemble in Zero Dark Thirty
  - Boston Society of Film Critics Award als bester Nebendarsteller für Genug gesagt
  - Broadcast Film Critics Association Award als bester Darsteller in einer Komödie für Genug gesagt
  - Broadcast Film Critics Association Award als bester Nebendarsteller für Genug gesagt
  - Chicago Film Critics Association Award als bester Nebendarsteller für Genug gesagt
  - Independent Spirit Award als bester Nebendarsteller für Genug gesagt
  - London Critics’ Circle Film Award als bester Nebendarsteller des Jahres für Genug gesagt
  - Phoenix Film Critics Society Award als bester Nebendarsteller für Genug gesagt
  - Screen Actors Guild Award als bester Nebendarsteller für Genug gesagt
  - Washington D.C. Area Film Critics Association Award als bester Nebendarsteller für Genug gesagt

### Für seine Rolle als Tony Soprano
- Er war zwischen 1999 und 2007 sechsmal für den bedeutenden US-amerikanischen Fernsehpreis Emmy in der Kategorie Primetime Emmy Award for Outstanding Lead Actor in a Drama Series (Primetime Emmy für den herausragenden Hauptdarsteller einer Fernsehserie) nominiert. Gandolfini gewann ihn dreimal.
- Zwischen 1999 und 2002 war er viermal für den Golden Globe Award in der Kategorie Best Actor – Television Series Drama (bester Darsteller in einer Fernsehserie) nominiert und gewann ihn ein Mal.
- Für den Screen Actors Guild Award war er in der Kategorie Outstanding Performance by a Male Actor in a Drama Series (Herausragende schauspielerische Leistung in einer Fernsehserie) siebenmal nominiert und gewann die Trophäe dreimal, womit er noch immer Rekordhalter ist. Das Ensemble der Sopranos, das siebenmal für den Screen Actors Guild-Award in der Kategorie Outstanding Performance by an Ensemble in a Drama Series (Herausragende schauspielerische Leistung eines Ensembles in einer Fernsehserie) nominiert war, gewann diesen zweimal.

### Für die Produktion von Dokumentarfilmen
- 2008: Alive Day Memories: Home from Iraq
- 2008: nominiert für den Primetime Emmy Award für eine hervorragende Dokumentation
- 2010: Wartorn: 1861–2010
- 2010: RISM Award for Best Documentary Program – Mental Health
- 2012: Hemingway & Gellhorn
- 2012: nominiert für den Primetime Emmy Award für eine herausragende Miniserie